# Никулин, Сергей Иванович
Сергей Иванович Никулин (16 февраля 1918, Бузулук, Самарская губерния — 28 февраля 1975, Москва) — советский архитектор.

## Биография

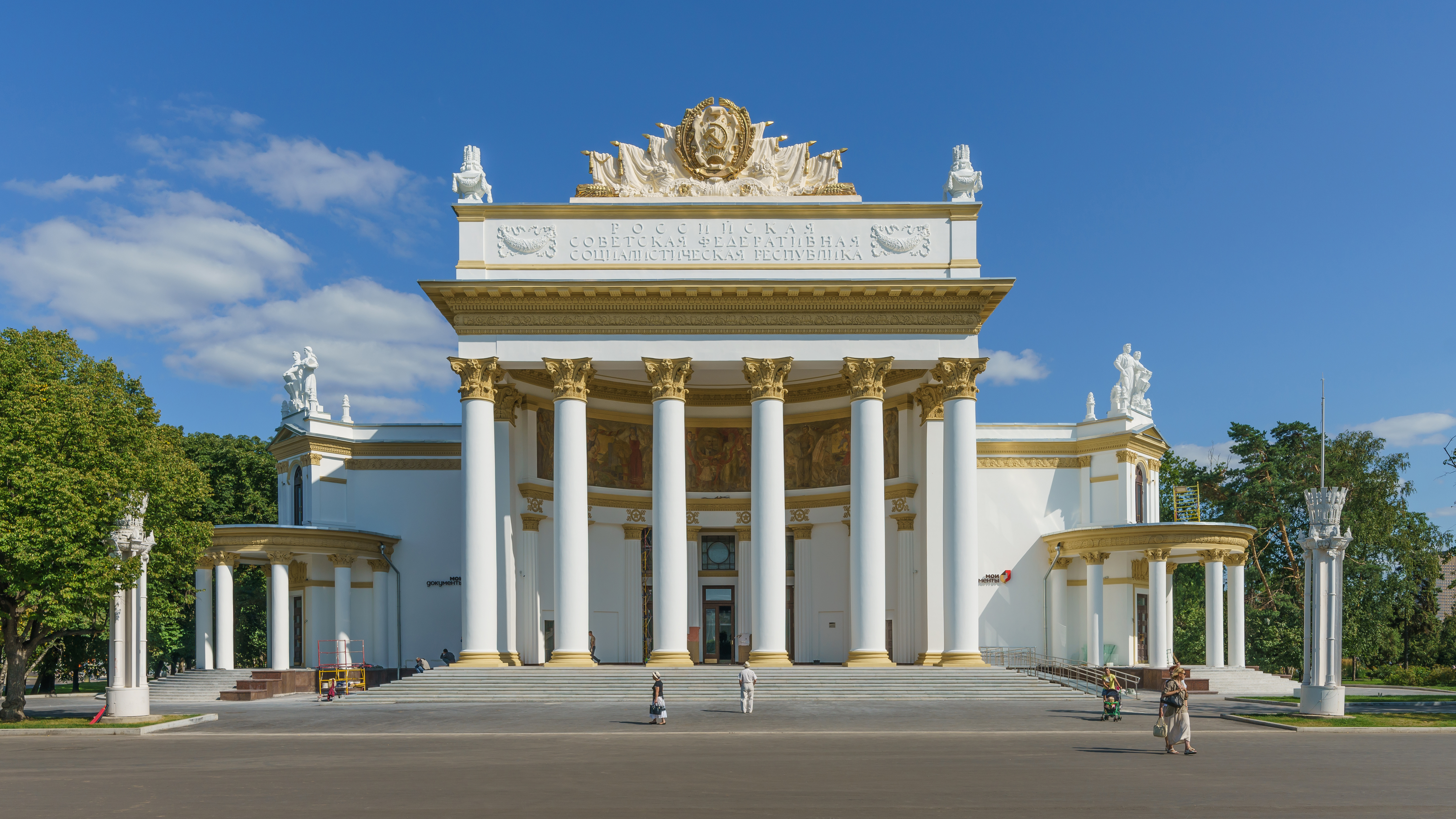
Павильон РСФСР на ВСХВ

Родился 16 февраля 1918 года в Бузулуке. В школе увлекался рисованием и математикой. В 1936 году окончил школу с отличием и поступил в Московский архитектурный институт (МАРХИ).
В июне 1941 года Сергей Никулин находился в Ленинграде на преддипломной практике. После начала Великой Отечественной войны через институтский комитет комсомола попросился добровольцем на фронт. Служил в разведке. В ночь с 27 на 28 августа 1941 года в составе партизанской группы из 8 человек был заброшен в глубокий тыл врага. Группа действовала в районе Клетнянских лесов, добывала важные сведения о противнике организовывала налёты на вражеские штабы. Противнику удалось обнаружить группу и убить почти всех входивших в неё партизан. Сергей Никулин получил ранение в лёгкое, но благодаря помощи сослуживца смог вырваться из кольца. Оправившись от ран, он вернулся в строй. Принимал участие в боевых вылазках. В июне 1943 года получил второе ранение, после чего был эвакуирован на Большую землю на лечение.
Оправившись от ранения, 1943 году Сергей Никулин вновь стал студентом МАРХИ. Учился у И. В. Жолтовского. За отличную учёбу получил право на почётную Сталинскую стипендию. В 1946 году с отличием окончил МАРХИ, защитив дипломный проект — загородный дом. После окончания института продолжил обучение в аспирантуре, которую окончил в 1950 году. Его диссертация была одобрена к защите, однако Сергей Никулин предпочёл заняться практической деятельностью.
Работал в производственно-технических мастерских ВСХВ, мастерской-школе И. В. Жолтовского, Моспроекте, мастерской Кремлёвского дворца съездов, Моспроекте-3, МНИИТЭП. В начале 1970-х годов являлся руководителем мастерской № 2 Моспроекта-3, а в 1974 году возглавил мастерскую № 5 МНИИТЭП.
Член КПСС. Член Союза архитекторов СССР с 1947 года. Член бюро ВОКС.
Умер 28 февраля 1975 года. Похоронен на Ваганьковском кладбище (участок 43).

## Проекты и постройки
- Павильон РСФСР на ВСХВ (1952—1954; в соавторстве с Р. А. Бегунцем)[2][1][6]
- Интерьеры главного павильона ВСХВ (1951—1954)[1][6]
- Дворец тяжёлой атлетики[1]
- Дом отдыха Союза архитекторов в Гагре[1]
- Международная выставка «Строительные и дорожные машины» в Москве[1]
- Международная выставка «Химия» в Москве[1]
- Реконструкция ЦУМа с пристройкой нового корпуса (1973—1974)[2][1]
- Здание райкома КПСС в городе Видное[1]
- Здание горкома КПСС в городе Домодедове[1]
- Здание Гипроводхоза[1]
- Учебный корпус и общежитие Московского института инженеров геодезии, аэрофотосъёмки и картографии[1]
- Крытие рынки в Москве[1]
- Магазин-склад Мосмебельторга в Медведкове[1]
- Кафе-ресторан на Люблинской улице[1]
- Проект благоустройства территории Московского Кремля[1]
- Проект реконструкции территорий, прилегающих к Московскому Кремлю[1]
- Конкурсный проект павильона СССР на Всемирной выставке в Брюсселе (1957, поощрительная премия)[1]

## Награды
- Орден «Знак Почёта» — за участие в проектировании Кремлёвского дворца съездов[1]
- Орден Красного Знамени (1942)[2][7]
- Медаль «Партизану Отечественной войны» I степени[2]